# جو روسي (لاعب كرة قاعدة)
جو روسي (بالإنجليزية: Joe Rossi)‏ هو لاعب كرة قاعدة أمريكي، ولد في 13 مارس 1921 في أوكلاند في الولايات المتحدة، وتوفي بنفس المكان في 12 سبتمبر 1999.